# Бердсолл (Нью-Йорк)
Бердсолл (англ. Birdsall) — місто (англ. town) в США, в окрузі Аллегені штату Нью-Йорк. Населення — 190 осіб (2020).

## Демографія
Згідно з переписом 2010 року, у місті мешкала 221 особа в 99 домогосподарствах у складі 64 родин. Було 335 помешкань
Расовий склад населення:
| - 100,0 % — білих |

До двох чи більше рас належало 0,0 %. Частка іспаномовних становила 0,0 % від усіх жителів.
За віковим діапазоном населення розподілялося таким чином: 15,8 % — особи молодші 18 років, 62,0 % — особи у віці 18—64 років, 22,2 % — особи у віці 65 років та старші. Медіана віку мешканця становила 48,9 року. На 100 осіб жіночої статі у місті припадало 104,6 чоловіків;  на 100 жінок у віці від 18 років та старших — 106,7 чоловіків також старших 18 років.
Середній дохід на одне домашнє господарство  становив 46 552 долари США (медіана — 42 778), а середній дохід на одну сім'ю — 54 259 доларів (медіана — 44 375). Медіана доходів становила 42 000 доларів для чоловіків та 24 375 доларів для жінок. За межею бідності перебувало 16,4 % осіб, у тому числі 30,4 % дітей у віці до 18 років та 6,3 % осіб у віці 65 років та старших.
Цивільне працевлаштоване населення становило 80 осіб. Основні галузі зайнятості: виробництво — 22,5 %, роздрібна торгівля — 18,8 %, освіта, охорона здоров'я та соціальна допомога — 15,0 %, сільське господарство, лісництво, риболовля — 11,3 %.